# Майкопський район
Майкопський район (адиг. Мыекъуапэ къедзыгъуэ) — один з семи районів Адигеї. Населення — 58 735 осіб (2012).
Адміністративний центр — селище Тульський.

## Географія
Розташований район у південній частині республіки. Межує: з Гіагінським районом на півночі, Мостовським районом на сході, територією міста Сочі на півдні, Апшеронським районом на заході і південному заході, Бєлореченським районом на північному заході.
Площа району — 3,667.43 км ².

## Історія
Вперше район було утворено 28 грудня 1934, як адміністративна одиниця Азово-Чорноморського краю. 10 квітня 1936 район було перейменовано на Тульський, а місто Майкоп і Ханська сільрада відійшли до Адигейської АО. У вересні 1937 року, коли Азово-Чорноморський край був розділено на Краснодарський край і Ростовську область, район було приєднано до території краю. 21 лютого 1940 було утворено Майкопський район в складі Адигейської АО. 28 квітня 1962 Тульський район Краснодарського краю було приєднано до Майкопського району Адигейської АО.

## Адміністративно-територіальний поділ
| Сільське поселення                  | |
| ----------------------------------- | --- |
| Абадзехське сільське поселення      | - станиця Абадзехська - хутір Веселий - станиця Новосвободна - селище Первомайський - станиця Севастопольська |
| Даховське сільське поселення        | - станиця Даховська - селище Гузерипль - селище Меркулаєвка - селище Нікель - село Новопрохладне - селище Усть-Сахрай - село Хамишкі                                                                                     |
| Каменномостське сільське поселення  | - селище Каменномостський - хутір Веселий - селище Побєда |
| Кіровське сільське поселення        | - хутір Сєверо-Восточні Сади - хутір 17 лєт Октября - хутір Грозний - хутір Дьяков - аул Мафехабль - хутір Октябрський - хутір Пролетарський - хутір Совєтський - селище Учебне лєсничество                              |
| Краснооктябрське сільське поселення | - селище Краснооктябрський - станиця Безводна - станиця Дагестанська - хутір Красний Міст - станиця Курджипська - селище Мирний - селище Прирічний - хутір Садовий - селище Спокійний - селище Табачний - селище Хакодзь |
| Красноульське сільське поселення    | - хутір Красна Улька - хутір Вільний - хутір Гражданський - хутір Калінін - хутір Комінтерн - хутір Ткачов |
| Кужорське сільське поселення        | - станиця Кужорська - хутір Кармір-Астх - селище Трирічний |
| Побєденське сільське поселення      | - селище Совхозний - хутір Грозний - селище Побєда - хутір Причтовський - селище Удобний - хутір Шаумян |
| Тимірязевське сільське поселення    | - селище Тимірязева - селище Мічуріна - селище Підгірний - селище Садовий - селище Цвєточний - хутір Шунтук |
| Тульське сільське поселення         | - селище Тульський - село Махошеполяна |

*Адміністративні центри указані товстівкою

## Ресурси Інтернету
- Офіційний сайт адміністрації Майкопського району (рос.)
- Державна  Рада-Хасе Республіки Адигея[недоступне посилання з квітня 2019] (рос.)
- Арбітражний Суд Республіки Адигея[недоступне посилання з квітня 2019] (рос.)
- Довідник поштових індексів / кодів ОКАТО /податкових інспекцій ФНС / адрес (рос.)

1. ↑  GEOnet Names Server — 2018.